# Parauxa rufoantennata
Parauxa rufoantennata là một loài bọ cánh cứng trong họ Cerambycidae.